# Кусе (Вогези)
Кусе (фр. Coussey) је насељено место у Француској у региону Лорена, у департману Вогези.
По подацима из 2011. године у општини је живело 725 становника, а густина насељености је износила 45,26 становника/km².

## Демографија
| 1962. | 1968. | 1975. | 1982. | 1990. | 2011. |
| ----- | ----- | ----- | ----- | ----- | ----- |
| 640   | 629   | 619   | 757   | 752   | 725   |